# Nasa weigendii
Nasa weigendii är en brännreveväxtart som beskrevs av E.Rodr. Nasa weigendii ingår i släktet färgkronor, och familjen brännreveväxter. Inga underarter finns listade i Catalogue of Life.